# Nieuwe kerk in Hidinge
In het kerkdorp Hidinge, gelegen in de Zweedse gemeente Lekeberg in Närke, staat de nieuwe kerk van Hidinge. Vanwege ruimtegebrek in de oude kerk in Hidinge, werd er in het midden van de 19de eeuw besloten om een nieuwe kerk te bouwen. Landeigenaar Per Hinnersson schonk ongeveer 3 hectare van zijn grond in Skärmartorp voor de bouw van de kerk en de aanleg van het kerkhof. Tevens droeg hij bij aan de bouw met 50.000 stenen en 5.000 rijksdaalders in contanten. De locatie is gelegen op een heuvel boven het riviertje Garphytteån.

## De bouw
Architect F. Winblad werd in de arm genomen om de kerk te ontwerpen en de bouw te begeleiden. In 1865 kon hij melden dat de fundering gereed was. In augustus 1867 stonden de buitenmuren overeind en vroeg Winblad toestemming om de kerk te mogen voltooien. De voltooiing is een feit in september 1869.
Volgens goed gebruik werkte architect Winblad niet met professionele bouwvakkers. Het noeste werk werd verricht door de parochianen. Iedere volwassen mannelijke parochiaan moest meehelpen met de bouw. Degenen die werkten in een houtzagerij, een ijzersmelterij of een ijzergieterij, leverden hun bijdrage door op hun eigen werkplek hun beroep in dienst te stellen van de bouw. Het werk op de bouwplaats kwam daarmee bijna volledig in handen van de boeren in Hidinge. De boeren die knechten hadden afkomstig van buiten Hidinge, stuurden hen vaak naar de bouw, in plaats van zelf actief deel te nemen.
De totale kosten van de bouw van de kerk, inclusief de inrichting en een klein orgel, bedroegen 53.665 rijksdaalders. Door middel van een nationale collecte werd er 2.300 rijksdaalders opgehaald. Afgezien van de 5.000 rijksdaalders die Per Hinnersson schonk, heeft de kerkgemeenschap de rest van dit bedrag bijeen gebracht.

## Bouwmateriaal
Het bouwmateriaal werd allemaal uit de omgeving gehaald. De kalksteen is afkomstig uit de kalksteengroeve in Lanna en de leistenen voor het dak uit Hasselfors.

## Beeld van Christus naar voorbeeld van Thorvaldsen
In het hoge en lichte koor is het beeld van Christus dominant aanwezig. Op het eerste oog lijkt het een kopie van het beroemde beeld van de Deense beeldhouwer Bertel Thorvaldsen. Dit is echter niet het geval. Het beeld in de nieuwe kerk in Hidinge is gemaakt door een steenhouwer uit Lanna, die dit als hobby deed. De zoon van de steenhouwer stond model.
Edsberg · Hackvad · Hidinge, nieuwe kerk · Hidinge, oude kerk · Knista · Kräcklinge · Kvistbro · Mullhyttan · Tångeråsa
Zweden · Örebro län · Närke · Lekeberg